# ルイス・デ・カモンイス
ルイス・ヴァス・デ・カモンイス（Luís Vaz de Camões、1524年頃 - 1580年6月10日）は、ポルトガル史上最大の詩人とされる人物である。その作品はホメーロス、ヴェルギリウス、ダンテなどの古典詩人と比較される。
かつてポルトガルで発行されていた500エスクード紙幣に肖像が印刷されていた。

## 経歴
彼の生涯を伝える資料は多くないが、ポルトガル王家につながる一族の人間として1524年頃に生まれたと推定されている。ドミニコ会やイエズス会で教育を受け、コインブラ大学でも聴講したとされ、古典文学やギリシア語・ラテン語・スペイン語などを学んだ。
1549年に初の海外軍役としてアフリカ北西部の植民都市セウタに赴いたが、ムーア人との戦闘で右眼の視力を失った。ポルトガルの首都リスボンに帰還後、傷害事件で投獄されたが、海外での軍務などと引き換えに釈放された。
カモンイスは1553年にインドにある植民地ゴアに向かい、戦闘に参加しながら現地の慣習や歴史を学んだ。軍務終了後にはマカオの士官として勤務し、同地で彼の代表作になる『ウズ・ルジアダス』（Os Lusíadas）の執筆を本格的に始めた。1558年に帰国を開始したカモンイスはメコン川河口付近で難破し、中国人の愛人を失った。しかし『ウズ・ルジアダス』の原稿は守り、その内容はこの難破によってさらに強化された。
1570年、カモンイスはリスボンに戻り、『ウズ・ルジアダス』を出版した。その後セバスティアン1世から少額の年金を受けたが、1578年にはその王がアルカセル・キビールの戦いで敗死した悲報を聞いた。カモンイスが「全ての者は、私は我が親愛なる祖国の一員としてではなく、その滅亡と共に死んだ事を甘受したという事実を見る事になる」と書いた時、隣国のスペイン軍がリスボンに迫っていた。カモンイスはポルトガルがスペインと同君連合を組み、事実上支配下に入った1580年、56歳でこの世を去った。
1988年にカモンイスのポルトガル語文学への貢献を讃え、ポルトガルとブラジル両政府共同でカモンイス賞が創設された。

## 作品
彼は多くの叙情詩や戯曲を残したが、1550年から執筆して1571年に公刊、1572年に改訂した叙事詩『ウズ・ルジアダス』が最も有名である。カモンイスはこの中でヴァスコ・ダ・ガマによるインド航路の開拓を称賛し、大航海時代で繁栄を極めたポルトガル黄金時代の航海者達を格調高くうたった。
- 1572- Os Lusíadas (texto completo) (versão pt actual | versão pt 1572 )[1]
  - ルイス・デ・カモンイス/小林英夫、池上岺夫、岡村多希子訳『ウズ・ルジアダス ルシタニアの人びと』岩波書店、1978年10月。
  - ルイス・デ・カモンイス/池上岑夫訳『ウズ・ルジアダス ルーススの民のうた』白水社、2000年12月。

### 叙事詩
- 1595 - Amor é fogo que arde sem se ver
- 1595 - Eu cantarei o amor tão docemente
- 1595 - Verdes são os campos
- 1595 - Que me quereis, perpétuas saudades?
- 1595 - Sobolos rios que vão
- 1595 - Transforma-se o amador na cousa amada
- 1595 - Mudam-se os tempos, mudam-se as vontades
- 1595 - Quem diz que Amor é falso ou enganoso
- 1595 - Sete anos de pastor Jacob servia
- 1595 - Alma minha gentil, que te partiste

### 脚本
- 1587 - El-Rei Seleuco
- 1587 - Auto de Filodemo
- 1587 - Anfitriões

### その他
- 1572 - A Morte de D. Inês  (encontra-se esse episódio nos Lusíadas).